# Anneke Grönloh
Louise Johanna (Anneke) Grönloh (Tondano, Índias Orientais Holandesas, atual Indonésia, 7 de junho de 1942 — França, 14 de setembro de 2018) foi uma cantora neerlandesa.

## Vida
Anneke nasceu em Tondano, Celebes do Norte, Índias Orientais Holandesas, atual Indonésia e os seus primeiros anos de vida passou-os nas Índias Orientais Holandesas num campo de concentração japonês. O seu pai, soldado tinha sido aí internado por causa do nascimento da filha,
Depois do final da Segunda Guerra Mundial, ela e a família partiu para os Países Baixos, e Anneke vai crescer na cidade de Eindhoven.
Em 1959, venceu um concurso de talentos, começando a sua carreira como cantora.

## Canções
- "Asmara" (1960) - primeira canção, passou despercebida nos Países Baixos.
- "Flamenco Rock"
- "Burning Sand" (1961)
- "Paradiso (1962) - disco de platina e a canção teve uma cover de Conny Francis
- "Surabaya" (1963)
- "Cimeroni" (1963)
- "Oh Malaysia" (1963)

## Fama internacional
Anneke foi uma celebridade nos Países Baixos, nos inícios dos anos 60 e um dos ídolo dos jovens neerlandeses dessa época. Nesse período, teve grandes sucessos no top holandês de vendas, como "Burning Sand", "Paradiso", "Surabaya" and "Cimeroni". No auge da sua carreira, representou os Países Baixos no Festival Eurovisão da Canção 1964, com a canção "Jij bent mijn leven" ("Tu és a minha vida") , que terminou em décimo lugar. Nos finais da década de 1960 tinha começado uma carreira internacional.

## Morte
Morreu de uma doença pulmonar aos 76 anos em casa no sul da França.